# Angelo Ferreri
Angelo Ferreri (Milano, 1912 – Milano, 23 maggio 2010) è stato uno scultore italiano.

## Biografia
Nato a Milano nel 1912, Ferreri impara l'arte della modellazione dal padre.
Il suo stile recupera il monumentalismo tipico del primo Novecento e i soggetti sono in prevalenza figure umane. Nel 1940 e 1943 le sue opere sono esposte alla Biennale di Venezia. 
Nel dopoguerra si dedica a interpretazioni più dinamiche del corpo umano con protagonisti proletari e lavoratori, denotando così le sue precise inclinazioni politiche che sfoceranno nella frequentazione di Giuseppe Scalvini.
Le sue opere sono esposte in tutta Italia e nel 1967 ha ricevuto la medaglia d'oro al Premio Bolzano. 
Muore a 97 anni nel 2010.